# Eugène Gigout

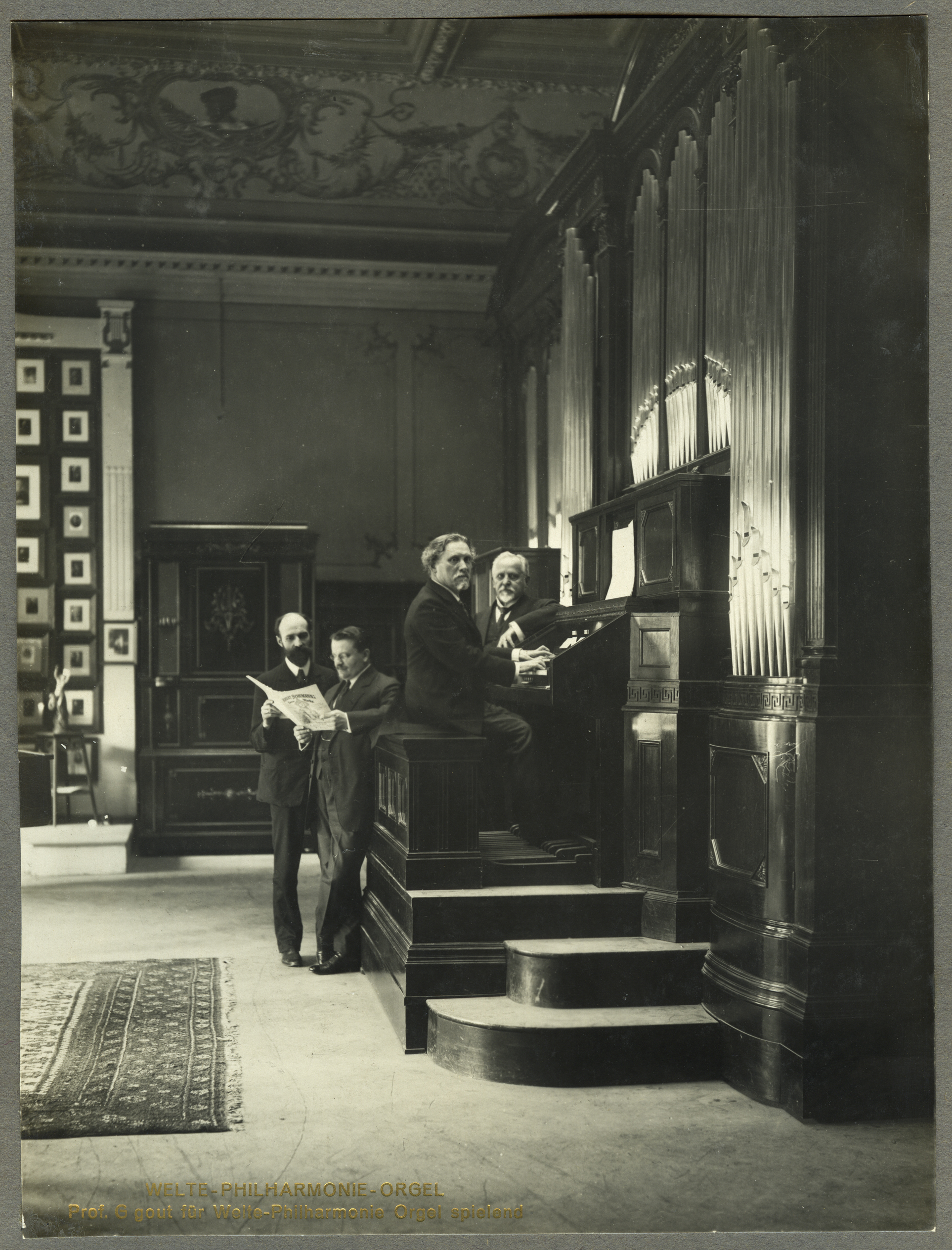
Eugène Gigout

Eugène Gigout (Nancy, 23 maart 1844 - Parijs, 9 december 1925) was een Frans organist en componist.

## Leven en werk
Hij is een van de vermaarde telgen van de Franse romantische orgeltraditie uit de 19de eeuw. Van zijn leermeester Camille Saint-Saëns erfde Gigout een gelijkaardige liefde voor de orgeltraditie, voor de heldere harmonische vorm en voor het contrapunt, die in andere gedaanten ook bij César Franck is aan te treffen. Na zijn afstuderen fungeerde hij enige tijd als assistent van Saint-Saëns aan La Madeleine. In 1863 kreeg hij zijn eigen tribune in de Franse hoofdstad, in de St. Augustin. Daar bespeelde hij een bijzonder orgel van Peschard & Barker uit 1865, dat was uitgerust met elektrische tractuur, die in 1899 werd verwijderd bij een ingrijpende revisie door de firma Aristide Cavaillé-Coll. Naast lesgeven en componeren begeleidde hij missen als organist-titularis. Ook blonk hij uit in improvisatie.
Hij is bekend omwille van zijn Toccata in b-mineur uit zijn Dix Pieces en het Grand choeur dialogué.
Gigout nam zijn orgelleerling Léon Boëllmann en zijn gezin in huis. Na de vroege dood van Boëlmann en diens vrouw Louise Lefèvre voedde hij hun drie kinderen op. 